# Atom Accordion Quintet
Atom Accordion Quintet – wspólny album muzyki współczesnej powstały ze współpracy akordeonisty Rafała Grząki i kwartetu smyczkowego Atom String Quartet. Został wydany 4 marca 2016 przez Requiem Records. Płyta uzyskała nominację do Fryderyka 2017.

## Wykonawcy
- Rafał Grząka – akordeon
- Atom String Quartet: Dawid Lubowicz – I skrzypce, Mateusz Smoczyński – II skrzypce, Michał Zaborski – altówka, Krzysztof Lenczowski – wiolonczela

## Lista utworów
| Atom Accordion Quintet | Atom Accordion Quintet                | Atom Accordion Quintet | Atom Accordion Quintet |
| Nr                     | Tytuł utworu                          | Muzyka                 | Długość                |
| ---------------------- | ------------------------------------- | ---------------------- | ---------------------- |
| 1.                     | „up2U”                                | Mikołaj Majkusiak      | 10:02                  |
| 2.                     | „Suita 3 5 7”                         | Piotr Wróbel           | 16:16                  |
| 3.                     | „Walc” („Atom Accordion Quintet”)     | Krzysztof Lenczowski   | 3:59                   |
| 4.                     | „Moderato” („Atom Accordion Quintet”) | Krzysztof Lenczowski   | 2:29                   |
| 5.                     | „Adagio” („Atom Accordion Quintet”)   | Krzysztof Lenczowski   | 3:41                   |
| 6.                     | „Final” („Atom Accordion Quintet”)    | Krzysztof Lenczowski   | 2:51                   |
| 7.                     | „Odsibka” („Subliminal Folk Suite”)   | Nikola Kołodziejczyk   | 4:12                   |
| 8.                     | „Fajrant” („Subliminal Folk Suite”)   | Nikola Kołodziejczyk   | 7:22                   |
| 9.                     | „Zawijas” („Subliminal Folk Suite”)   | Nikola Kołodziejczyk   | 1:59                   |
|                        |                                       |                        | 52:51                  |